# Victor Vignon

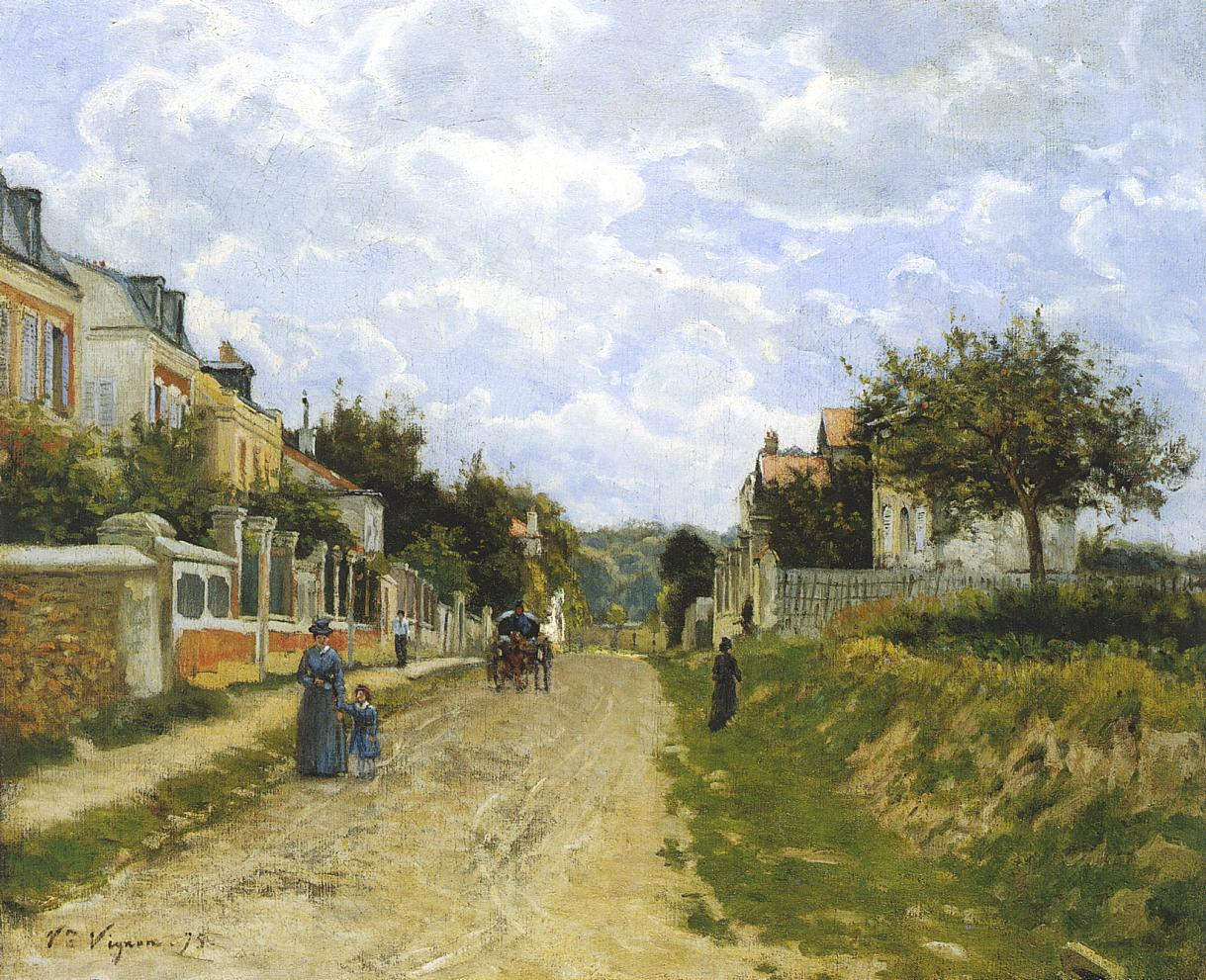
Victor Vignon: Entrance to a Village, 1875

Victor Alfred Paul Vignon (* 25. Dezember 1847 in Villers-Cotterêts; † 15. März 1909 in Meulan-en-Yvelines) war ein französischer Landschaftsmaler des Impressionismus.

## Leben
Victor Vignon wurde 1847 in Villers-Cotterêts geboren. Seine Mutter, Marie-Noémi Cadiot, war als Bildhauerin und Schriftstellerin in Künstlerkreisen aktiv und betrieb eine Pension in Paris, in der viele Künstler verkehrten. So kam Vignon früh mit Kunst und Künstlern in Kontakt. Um 1869 wurde er Schüler von Camille Corot. Ebenso stand er unter dem Einfluss von Adolphe-Félix Cals. In den 1870er Jahren arbeitete er mit mehreren Impressionisten, darunter Camille Pissarro, Armand Guillaumin und Paul Cézanne, zusammen, insbesondere in den Regionen Pontoise und Auvers-sur-Oise. Er nahm an der fünften (1880), sechsten (1881), siebten (1882) und achten (1886) Impressionisten-Ausstellung teil. Im Salon des Artistes Français stellte er erstmals 1878 aus.
Er stand in Kontakt mit dem Arzt und Kunstsammler Dr. Paul Gachet sowie mit Théo und Vincent van Gogh. Gegen Ende der 1880er Jahre verschlechterte sich sein Gesundheitszustand aufgrund einer Herzkrankheit und Augenproblemen, was sein künstlerisches Schaffen zunehmend einschränkte. Im Jahr 1900 wurde eines seiner Werke auf der Pariser Weltausstellung gezeigt. 1903 organisierte Pierre-Auguste Renoir gemeinsam mit dem Kunsthändler Paul Durand-Ruel eine Retrospektive seines Werks. Vignon starb 1909 in Meulan-en-Yvelines.

## Werk

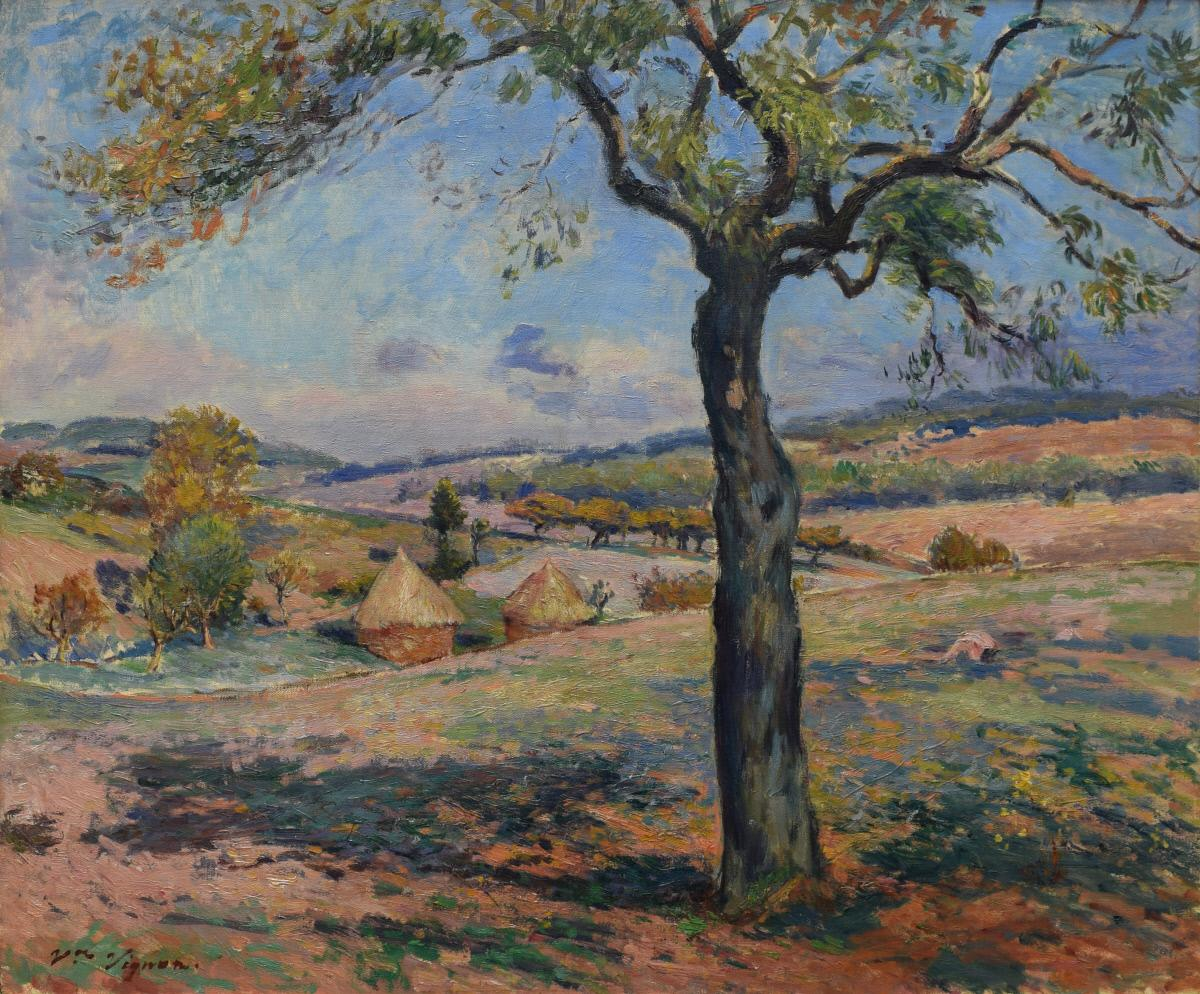
Victor Vignon: Summer Landscape with Haystacks. Reading Public Museum, Reading, Pennsylvania, USA

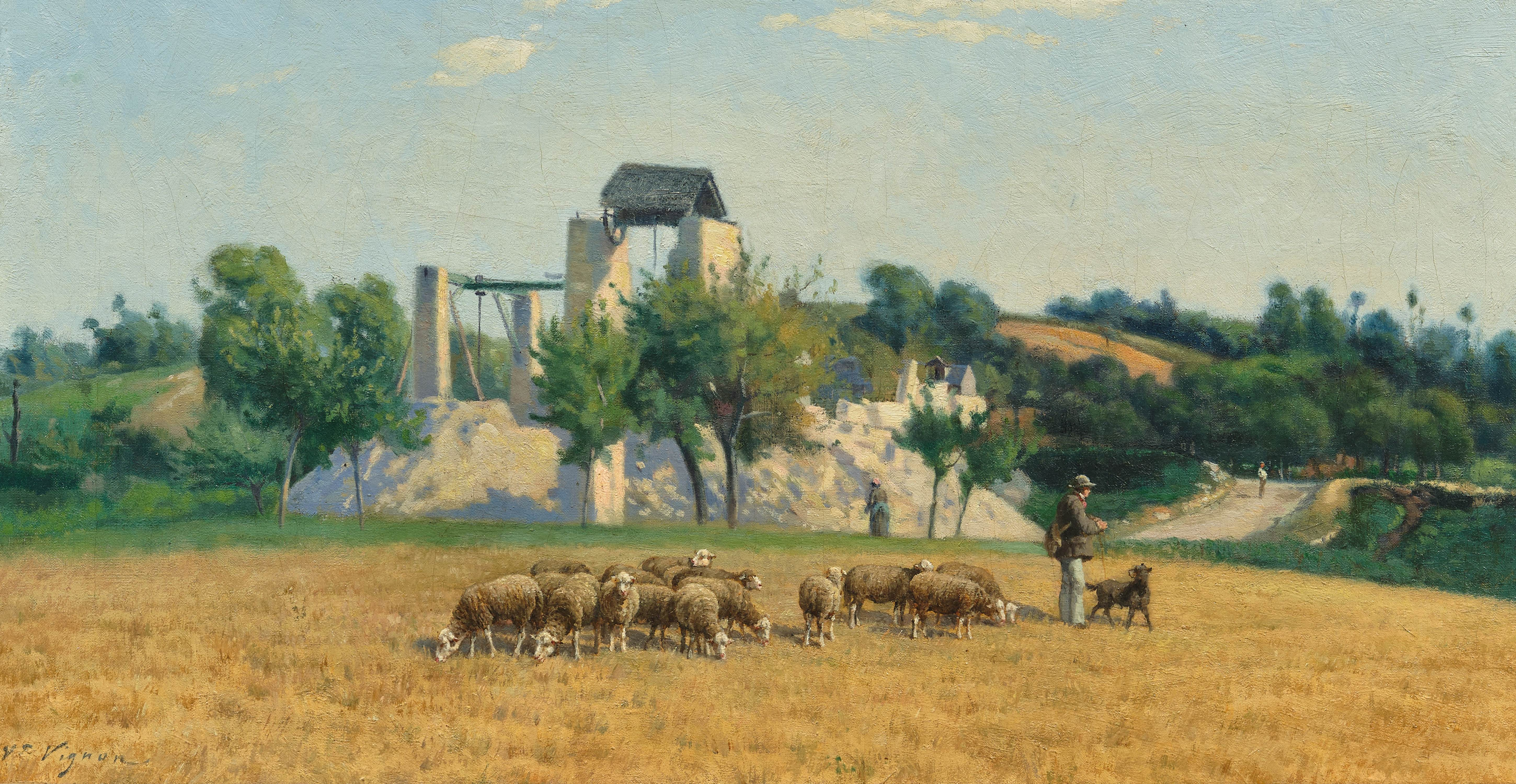
Victor Vignon: Le troupeau de moutons

Victor Vignon war ein Vertreter des impressionistischen Landschaftsgemäldes, wobei sein Stil eine Zwischenstellung zwischen der Schule von Barbizon und den eigentlichen Impressionisten einnimmt. Er bevorzugte Landschaften, Waldränder, Felder und Dorfansichten in der Umgebung von Paris, insbesondere in Clamart, La Celle-Saint-Cloud, Louveciennes, Bougival, Pontoise und Auvers-sur-Oise. Seine Kompositionen zeichnen sich durch hohe Horizontlinien, sanfte Farben und ein ruhiges, lyrisches Kolorit aus. Während Kritiker wie Félix Fénéon seine Werke teilweise als monoton empfanden, betonten spätere Kunsthistoriker seine Bedeutung als Vermittler zwischen der traditionellen französischen Landschaftsmalerei des 19. Jahrhunderts und den Errungenschaften des Impressionismus. Im Laufe der Jahre entwickelte sich seine Malweise von einem dichteren Pinselstrich zu einer freieren, luftigen Behandlung des Bildraums. Vignons Werke wurden von mehreren bekannten Sammlern erworben, darunter Georges Viau, Paul Gachet, Roger Marx und Arsène Alexandre. Heute befinden sich seine Gemälde in zahlreichen französischen Museen, unter anderem im Musée d’Orsay sowie in Museen in Reims, Bayonne, Rouen und Pontoise.